# Родригешка сова
Родригешка сова (лат. Mascarenotus murivorus), такође позната као легаова сова или родригешки ћук, представља изумрлу врсту птице из реда сова. Живела је на острву Родригеш у оквиру Маскаренског архипелага. Она је део рода маскаренских сова, Mascarenotus, иако студије сугеришу да је неопходна рекласификација и премештање у род Otus. Попут многих маскаренских птица, овај род је био различит у односу на југоисточне азијске таксоне, а у овом случају је очигледно да је род потомак директног претка оријенталног ћука.
Понекад се претпоставља да је Лега споменуо ову птицу у свом опису из 1708. године, али изгледа да је то погрешна претпоставка; Жилијен Тафоре је ипак дао добар опис 1726. године. Родригешка птица, коју је Тафоре упоредио са petit-duc-ом, ћуком (а не, као што се често претпостављало, са кукумавком, chouette chevêche), била је више арбореална од својих сродника и хранила се малим птицама и "гуштерима" (мали примерци родригешког дневног и џиновског гекона). Када је реч о оглашавању, родригешка сова је током лепог времена испуштала монотони дозив.
Узимајући у обзир могуће сродничке везе које су доказане каснијим субфосилним костима, и детаљан опис сродне маурицијуске сове, родригешка сова била је велика као аустралијски ћук, док су женке достизале величину утине, и имала је ушне праменове попут сова из рода Otus и скоро голе ноге.
У првобитном опису, Милн-Едвардс класификовао је кости као кости неке од безухих сова, погрешно претпостављајући да је Тафоре описао врсту  из рода Strix. Један већи тибиотарзус је додељен истој врсти птице, али није даље описан. Гинтер & Едвард Њутн, у својој дискусији о додатним костима, сасвим логично су доделили ову кост женки ове врсте, с обзиром на то да мала величина острва спречава коегзистирање две сличне врсте сова. Ротшилд је, међутим, описао већу кост као врсту онога што је он претпоставио да је минијатурна буљина, Bubo leguati. Данас је прихваћено да су Гинтер & Њутн били у праву када је реч о полу.

## Изумирање
Без обзира да ли је Лега споменуо родригешку сову, Тафореов запис је последње помињање ове птице. Врста вероватно није била у стању да се носи са еколошким променама и предаторством који су резултат људског насељавања и велике популације пацова.
Птица је очигледно изумрла средином 18. века; пошто је Родригеш прилично мало острво, вероватно је да би их Пингре забележио 1761. године, ако су још биле присутне.